# Scatman John
Pour les articles homonymes, voir Larkin et John Larkin.
« Scatman » redirige ici.  Pour son premier single, voir Scatman (Ski Ba Bop Ba Dop Bop).
Scatman John, de son vrai nom John Paul Larkin (né le 13 mars 1942 à El Monte (Californie) et décédé le 3 décembre 1999 à Los Angeles), est un chanteur et pianiste américain. Il a reçu à sa mort le surnom de King of Scat (Roi du Scat).

## Biographie

### Jeunesse et débuts
John Paul Larkin naît à El Monte. Il souffre de bégaiement « depuis qu’il a commencé à parler ». Même à l’apogée de sa carrière, en 1995, les journalistes disaient qu’il finissait difficilement une phrase « sans la répéter 6 ou 7 fois ». À l’âge de 12 ans, il apprend le piano, et à 14, à chanter le scat. Il se cache derrière son piano pour, selon lui, dissimuler sa peur de parler, jusqu’au jour où il découvre que son handicap lui permet certaines prouesses vocales. En effet, à la fin de l’année 1994, Scatman John débarque sur les ondes allemandes avec son premier tube, intitulé Scatman. Mélange de scat et de dance, la chanson au fameux Ski Ba Dop Ba Dop Bop se répand dans le monde entier et se vendra à plus de six millions d’exemplaires. De nombreux remixes (dont ceux de Timbaland, Felix da Housecat, I'm the Computer Man, ou encore Givichy Universal) feront également le tour du monde.
Un second tube, Scatman's World, suivra quelques mois plus tard, ainsi que son premier album intitulé Scatman’s World paru à l’été 1995 et écoulé à trois millions d’exemplaires. L’artiste est récompensé par 14 disques d’or et 18 disques de platine. Son second album Everybody Jam! voit le jour fin 1996 accompagné d’un single éponyme ; il obtient moins de succès que le précédent.
Mais avant tout, John Paul Larkin est un musicien de jazz, ayant commencé sa carrière en 1964, comme pianiste. Il compose lui-même des morceaux, mais il n'arrivera jamais à trouver une maison de disques pour les enregistrer. Amoureux du vrai jazz, sa consécration tardive, à 52 ans, est pour lui une grande frustration, d'autant plus que son premier disque en 1995, n'est pas un disque de jazz, mais un disque de scat et dance, un genre qui n'était pas du tout dans son univers puriste du jazz. Sa carrière va connaître des hauts et des bas, et va souvent être entre parenthèses entre 1964 et 1976, période durant laquelle il exerce divers petits boulots, avant de revenir au jazz comme pianiste de bar à partir de 1976.   

### Succès
Après le succès du single Scatman (Ski-Ba-Bop-Ba-Dop-Bop), il sort son premier album sous le nom de Scatman John, également intitulé Scatman's World, qui entre dans le top 10 des ventes d'albums dans de nombreux pays, dont l'Allemagne, son pays d'origine, ainsi qu'en Suisse, en Finlande et en Norvège ; l'album se vendra par la suite à des millions d'exemplaires dans le monde entier, devenant si populaire qu'un dessin de Scatman John apparaît sur les canettes de Coca-Cola. Il entame une tournée de promotion et de concerts en Europe et en Asie. À propos d'un concert en Espagne, Larkin déclare : « les enfants ont crié pendant cinq minutes d'affilée, je n'ai pas pu commencer la chanson ».
En 1996, Larkin est définitivement étiqueté artiste de dance machine, ou dance, par la critique musicale. La même année, Larkin se rendra compte que sa carrière de jazzman, c'est-à-dire toute sa carrière musicale entre 1964 et 1990, ne sera pas prise en compte, comme « oubliée » des producteurs : on refusera à Larkin de sortir un album de ses compositions jazzies durant la même période. Cela le blessera beaucoup, car il souhaitait vivement faire savoir qu'il était avant tout, et surtout, un musicien de jazz et un jazzman.      
En 1999, Scatman John sort son troisième et dernier album Take Your Time alors qu’il se sent déjà atteint par la maladie.

### Décès et postérité
Il décède des suites d’un cancer du poumon, le 3 décembre 1999, dans sa maison, à Los Angeles, dans les bras de sa compagne, Judy. Son corps est crématisé et ses cendres dispersées au-dessus de l'océan près de Malibu. En 2002, une compilation de ses meilleurs titres lui rend un dernier hommage. John Paul Larkin a également fondé la Scatland Foundation, association à but non lucratif de soutien en faveur des bègues,.

## Discographie

### Albums studio
- 1995 : Scatman’s World
- 1996 : Everybody Jam!
- 1999 : Take Your Time

### Compilations
- 2002 : Listen to the Scatman
- 2002 : The Best of Scatman John

### Singles
- 1995 : Scatman (Ski Ba Bop Ba Dop Bop)
- 1995 : Scatman's World
- 1995 : Song of Scatland
- 1995 : Only You
- 1995 : Scat Paradise (EP)
- 1996 : Su Su Su Super Kirei
- 1996 : Pripri Scat
- 1996 : Everybody Jam!
- 1996 : Let It Go
- 1998 : Scatmambo
- 1999 : The Chickadee Song